# Escudo boliviano
Si se refería al emblema nacional, consulte Escudo Nacional de Bolivia
El escudo boliviano era una unidad monetaria de Bolivia que circuló entre los años 1827 y 1864. Sustituyó al escudo y se dividió en 16 soles.
Fue sustituido por el boliviano con una equivalencia de 1 escudo = 2 pesos bolivianos.
- Datos: Q718101